# Selenocosmia samarae
Selenocosmia samarae är en spindelart som först beskrevs av Louis Giltay 1935.  Selenocosmia samarae ingår i släktet Selenocosmia och familjen fågelspindlar.
Artens utbredningsområde är Filippinerna. Inga underarter finns listade i Catalogue of Life.